# 甘冈区
甘冈区（法語：Arrondissement de Guingamp）是法国阿摩尔滨海省所辖的一个区。总面积2292.3平方公里，总人口125127，人口密度55人/平方公里（2018年）。主要城镇为甘冈。

## 辖区
甘冈区辖有111个市镇。